# Шаландри
Шаландри (фр. Chalandry) насеље је и општина у североисточној Француској у региону Пикардија, у департману Ен (Пикардија) која припада префектури Лаон.
По подацима из 2011. године у општини је живело 226 становника, а густина насељености је износила 29,5 становника/km². Општина се простире на површини од 7,66 km². Налази се на средњој надморској висини од 63 метара (максималној 135 m, а минималној 61 m).

## Демографија
| 1962. | 1968. | 1975. | 1982. | 1990. | 1999. | 2011. |
| ----- | ----- | ----- | ----- | ----- | ----- | ----- |
| 232   | 240   | 233   | 230   | 225   | 222   | 226   |

График промене броја становника у току последњих година